# شانولا هامبتون
شانولا هامبتون (بالإنجليزية: Shanola Hampton)‏ هي ممثلة أمريكية، ولدت في 27 مايو 1977 في الولايات المتحدة.

## وصلات خارجية
- شانولا هامبتون على موقع IMDb (الإنجليزية)
- شانولا هامبتون على موقع قاعدة بيانات الفيلم (الإنجليزية)